# ذي عنسب (المضاربة والعارة)

تعديل مصدري - تعديل

ذي عنسب هي إحدى قرى عزلة المضاربة بمديرية المضاربة والعارة التابعة لمحافظة لحج، بلغ تعداد سكانها 58 نسمة حسب تعداد اليمن لعام 2004.